# 고물차 소동
《고물차 소동》(영어: Used Cars)은 미국에서 제작된 로버트 저메키스 감독의 1980년 풍자 블랙 코미디 영화이다. 커트 러셀, 잭 워든 등이 출연하였고, 밥 게일이 공동 각본을 쓰고 제작하였다.
주로 애리조나주 메이사에서 촬영된 이 영화는 1980년 7월 11일 개봉되었다.
비록 개봉 당시엔 박스 오피스에서 성공을 거두지는 못했지만 다크 코미디, 냉소적인 유머, 저메키스 감독의 연출 방식 덕분에 그 뒤 컬트 영화 지위에 올랐다.

## 출연
- 커트 러셀
- 잭 워든
- 게릿 그레이엄
- 프랭크 맥레이
- 데버라 하먼
- 조 플래어티
- 데이비드 L. 랜더
- 마이클 매키언
- 마이클 탤벗
- 해리 노섭
- 알폰소 아라우
- 앨 루이스
- 우드로 파프레이
- 더브 테일러
- 웬디 조 스퍼버
- 마크 매클루어
- 베티 토머스
- 딕 밀러
- 리타 태거트
- 테런스 녹스